# Kożuchów (Sokołów)
Pour les articles homonymes, voir Kożuchów.
Kożuchów [kɔˈʐuxuf] est un village polonais de la gmina de Bielany dans le powiat de Sokołów et dans la voïvodie de Mazovie, au centre-est de la Pologne.
Il est situé à environ 7 kilomètres à l'est de Bielany, 9 kilomètres au sud-est de Sokołów Podlaski et à 92 kilomètres à l'est de Varsovie.